# الیور هالاشی
اُلیور هالاشی (مجاری: Halassy Olivér؛ زادهٔ ۳۱ ژوئیهٔ ۱۹۰۹ - درگذشتهٔ ۱۰ سپتامبر ۱۹۴۶) شناگر اهل مجارستان است.